# Proteuxoa cornuta
Proteuxoa cornuta är en fjärilsart som beskrevs av Oswald Beltram Lower 1902. Proteuxoa cornuta ingår i släktet Proteuxoa och familjen nattflyn. Inga underarter finns listade i Catalogue of Life.